# Villiers-en-Désœuvre
 Villiers-en-Désœuvre  es una población y comuna francesa, en la región de Alta Normandía, departamento de Eure, en el distrito de Évreux y cantón de Pacy-sur-Eure.

## Demografía
| 485 | 461 | 439 | 552 | 687 | 802 |
| Para los censos de 1962 a 1999 la población legal corresponde a la población sin duplicidades (Fuente: INSEE [Consultar]) |     |     |     |     |     |